# Jasmijn Verhaegen
Jasmijn Verhaegen (3 januari 1993) is een Belgisch zwemster gespecialiseerd in de rugslag. 

## Belangrijkste resultaten
| Jaar | Olympische Spelen | WK langebaan  | WK kortebaan  | EK langebaan                          | EK kortebaan                     |
| ---- | ----------------- | ------------- | ------------- | ------------------------------------- | -------------------------------- |
| 2010 |                   |               | geen deelname | 22e 200m rugslag 7e 4x100m wisselslag | geen deelname                    |
| 2012 | geen deelname     |               | geen deelname | geen deelname                         | 6e 4x50m wisselslag              |
| 2013 |                   | geen deelname |               |                                       | 26e 50m rugslag 18e 100m rugslag |

## Persoonlijke records
Bijgewerkt tot en met 4 december 2012

### Kortebaan
| Afstand      | Tijd     | Datum            | Plaats     |
| ------------ | -------- | ---------------- | ---------- |
| 50m rugslag  | BR 27,62 | 25 november 2012 | Chartres   |
| 100m rugslag | 1.00,03  | 30 juli 2013     | Leuven     |
| 200m rugslag | 2,10.01  | 20 november 2010 | Wachtebeke |

### Langebaan
| Afstand      | Tijd    | Datum        | Plaats |
| ------------ | ------- | ------------ | ------ |
| 200m rugslag | 2,16.24 | 8 maart 2012 | Londen |